# Anatoli Mychkine
Anatoli Dmitrievitch Mychkine (en russe : Анатолий Дмитриевич Мышкин), né le 14 août 1954 à Sverdlovsk, dans la République socialiste fédérative soviétique de Russie, est un ancien joueur soviétique de basket-ball, évoluant au poste d'ailier fort. 

## Carrière

### Palmarès
- Médaille de bronze aux Jeux olympiques 1976
- Médaille de bronze aux Jeux olympiques 1980
- Finaliste du championnat du monde 1978
- Champion du monde championnat du monde 1982
- Médaille de bronze au championnat d'Europe 1973
- Finaliste du championnat d'Europe 1977
- Champion d'Europe 1979
- Champion d'Europe 1981
- Médaille de bronze au championnat d'Europe 1983